# Бенпоста (дворец)

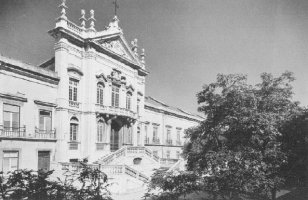
Дворец Бемпоста (фасад)

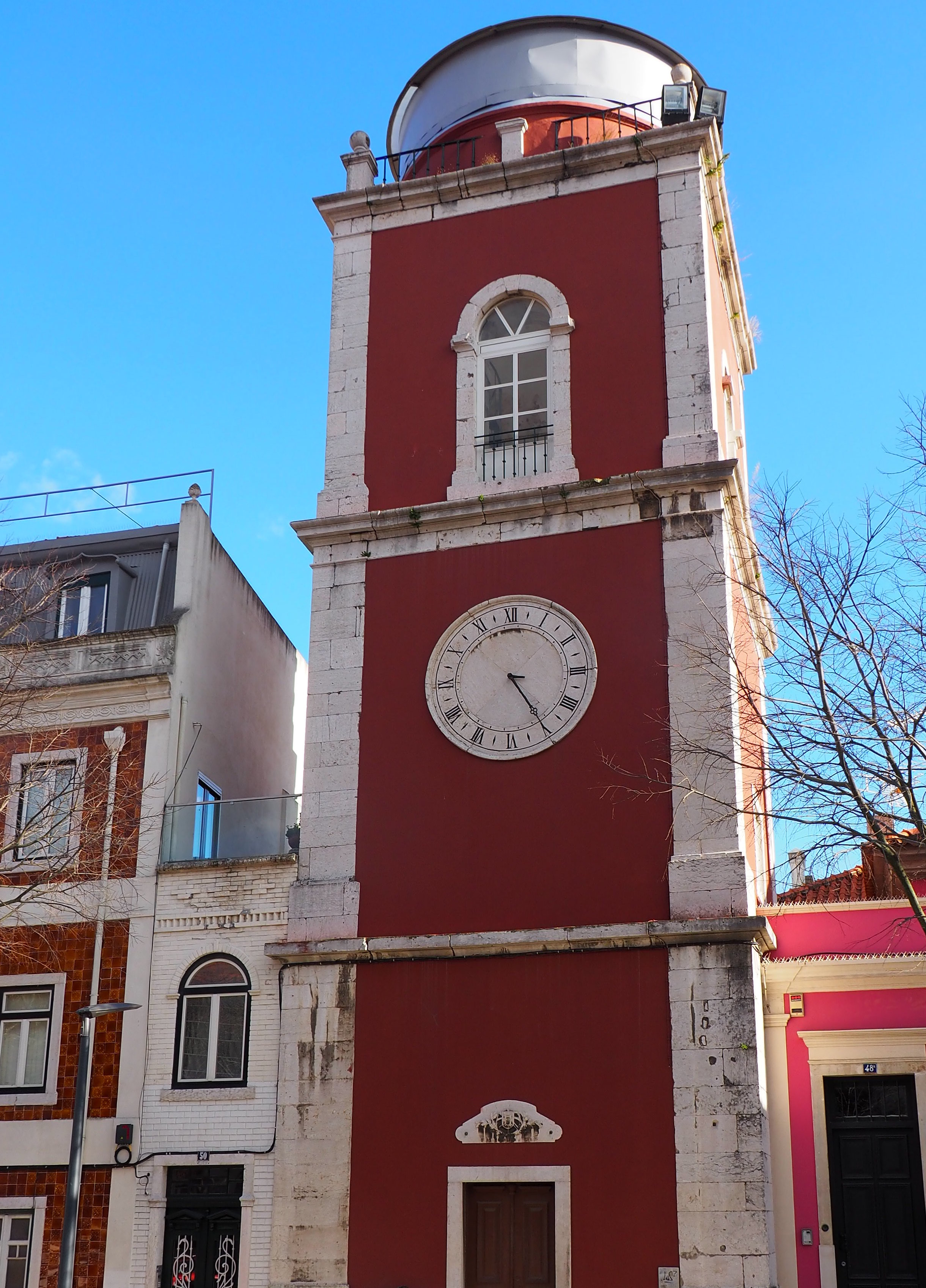
Часовая башня дворца Бенпоста

Дворец Бенпоста (порт. Palácio da Bemposta), также известен как Дворец Королевы (Paço da Rainha) — бывшая королевская резиденция в Лиссабоне, Португалия. Расположен в городском районе Пена. Возведён в неоклассическом стиле. 

## История
Заказ на строительство был получен в 1693 году придворным архитектором Жуаном Антунешем для вернувшейся из Великобритании вдовы английского короля Карла II Екатерины Браганской. Возведение дворца началось в 1694 году, в 1702 году оно было завершено и королева в том же году здесь поселилась. Дворец Бенпоста в течение нескольких лет служил ей как постоянное место жительства. 31 декабря 1705 года королева Екатерина скончалась, и дворец перешёл к её брату, королю Педру II. Позднее, при короле Жуане V, в 1707 году, он стал «Дом Инфанта» , (Casa do Infantado), местопребыванием младшего брата португальского монарха, Францишку, герцога Бейра, а затем и его сына, Жуана да Бенпоста. После лиссабонского землетрясения 1755 года подвергся капитальной реконструкции и восстановительным работам. Особенно пострадала королевская часовня, которая была полностью разрушена. Эти работы проводились по руководством архитектора Мануэлу Каэтано да Соуза (1742—1802 гг.). 
При принце-регенте, будущем короле Жуане VI в 1803 году дворец вновь становится королевской резиденцией, король ею пользуется (с перерывами) вплоть до своей смерти в марте 1826 года. После окончания Наполеоновских войн и возвращения в 1821 году королевской семьи в Лиссабон во дворце проводятся многочисленные реконструкции — в 1822, 1824 и в 1825 годах. Король Мигел I начиная с 1828 года проводит дворце еженедельные аудиенции. В 1833 году обозначение дворца Бенпоста как «Дом Инфанта» окончательно утрачивает своё значение, и он переходит непосредственно во владение Короны. Во время правления королевы Португалии Марии II, в 1837 году был передан в распоряжение португальской армии, и после перестройки и расширения здания в 1850—1851 годах в нём располагается Военная академия. В 1853 году капелла, до того собственность королевской фамилии, была открыта для частных посещений верующими. 
В 1944 году в капелле вновь проводится генеральная реконструкция помещения. В 2001 году на фасаде здaния был установлен памятник королеве Екатерине Браганской. 

## Дополнения
- SANTANA, Francisco e SUCENA, Eduardo (dir.), Dicionário da História de Lisboa, 1.ª ed., Sacavém, Carlos Quintas & Associados – Consultores, 1994, pp. 159–161.
- Monumentos e Edifícios Notáveis do Distrito de Lisboa, 1.ª ed., Lisboa, Junta Distrital de Lisboa, 1975, pp. 143–148.